# Lichtenstein/Sa.
Lichtenstein/Sa., Lichtenstein/Sachsen – miasto we wschodnich Niemczech, w kraju związkowym Saksonia, w okręgu administracyjnym Chemnitz, w powiecie Zwickau (do 31 lipca 2008 w powiecie Chemnitzer Land), siedziba wspólnoty administracyjnej Rund um den Auersberg. Leży ok. 11 km na północny wschód od Zwickau oraz ok. 22 km na południowy zachód od Chemnitz.

## Współpraca
Miejscowości partnerskie:
- Enger, Nadrenia Północna-Westfalia
- Lichtenfels, Bawaria
- Pfullingen, Badenia-Wirtembergia

## Przypisy

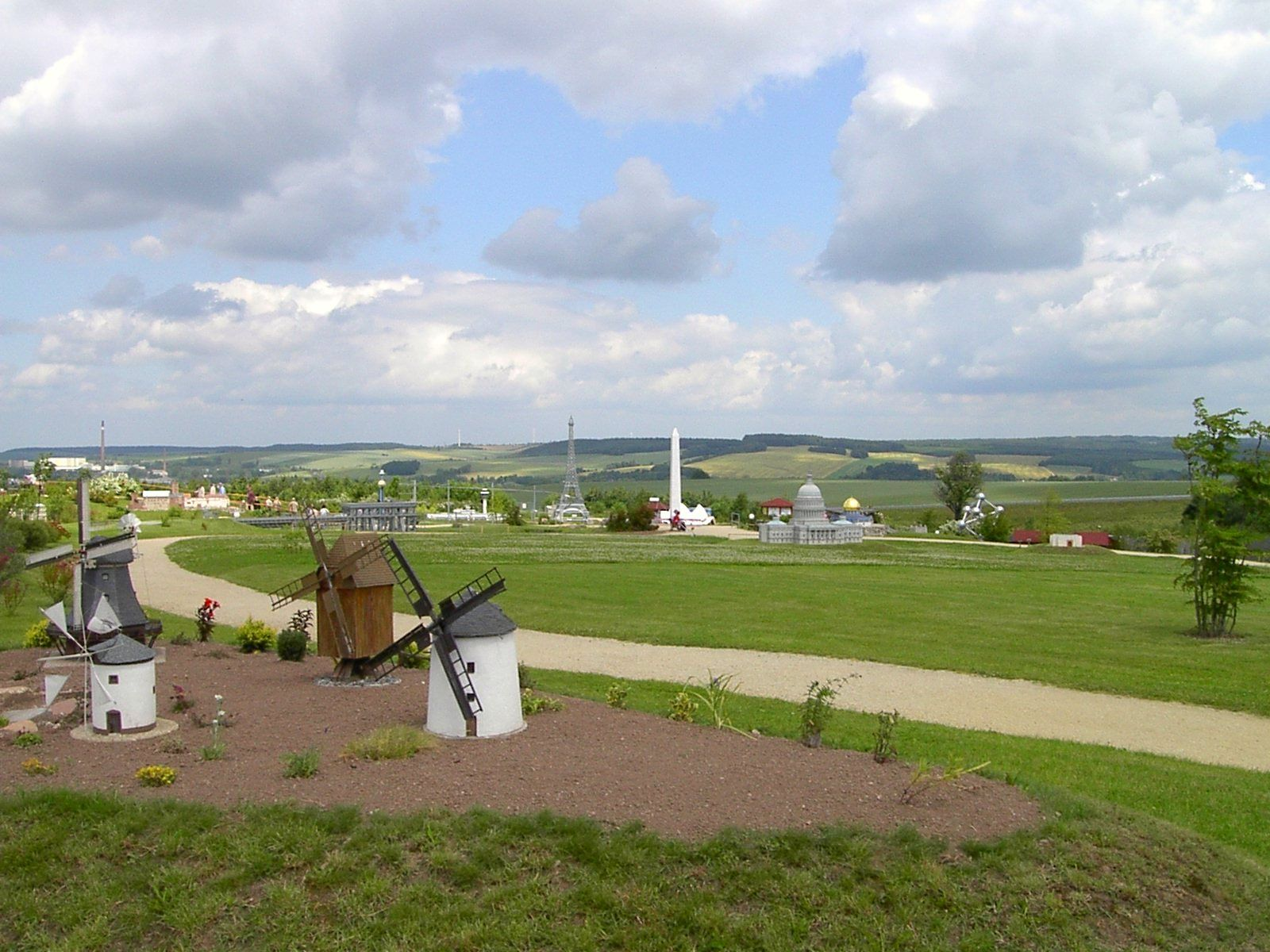
Miniatury budowli w Lichtenstein/Sa